# منع الجريمة من خلال مراعاة التصميم البيئي
منع الجريمة من خلال مراعاة التصميم البيئي (CPTED) هو منهج للتغيير في البيئة المبنية لإنشاء أحياء سكنية أكثر أماناً.
لقد نشأ هذ المنهج في الولايات المتحدة الأمريكية حوالي عام 1960 , عندما شُعر بأن استراتيجيات التجديد الحضارية  تدمر الإطار الاجتماعي لحفظ الأمن والنظام العام من قبل الأفراد. المعماري أوسكار نيومان أسس مفهوم «مساحة يمكن حمايتها», قد تم تطويرها بعد من عالم الجرائم  س. راي جيفري الذي صاغ مصطلح (CPTED). أدى الاهتمام المتزايد بعلم الجريمة البيئي إلى دراسة تفصيلية لموضوعات محددة مثل المراقبة الطبيعية، مراقبة سبل الوصول وسيطرة الأراضي. أظهر مبدأ «النافذة المكسورة» كيف تدعو المناطق المهملة للجريمة، وقد عزز المبدأ للمداومة على الصيانة الجيدة للملكيات للتأكيد على ملكية الأشخاص للمكان. يمكن أن يزيد التصميم البيئي المناسب أيضًا من الإحساس بالخوف من ارتكاب الجريمة وبأن أي عمل قد يقوم به الشخص سيكون مكشوفاً ومعلوماً. وهو يعتبر أكبر رادع للجريمة. و هناك اهتمام جديد بالتصميم الداخلي للسجون كبيئة تؤثر بشكل كبير على تصرفات وقرارات المسجونين.
توصيات واسعة النطاق ومتنوعة  للمهندسين المعماريين تشمل زراعة الأشجار والشجيرات، وإزالة طرق قد تستخدم للهروب، والاستخدام الصحيح للإضاءة، وتشجيع حركة المشاة والدراجات في الشوارع. تظهر الاختبارات أن تطبيق تدابير CPTED يقلل بشكل كبير من النشاط الإجرامي.

## تاريخ منع الجريمة من خلال مراعاة التصميم البيئي
قد تمت صياغة مصطلع CPTED من قبل عالم الجرائم س.راي جيفري. وفي نفس الوقت أيضاً تم تطوير منهج أكثر محدودية يسمى ب "مساحة يمكن حمايتها" من قبل المعماري أوسكار نيومان. كلاهما بنيا عملهما على العمل السابق لإيلازابيث وود، جين جاكوبس وشلومو إنجيل.صدر كتاب جيفري "منع الجريمة من خلال التصميم البيئي" عام 1971، ولكن تم تجاهل عمله طوال السبعينيات. صدر كتاب نيومان، "مساحة يمكن حمايتها": - منع الجريمة من خلال التصميم الحضاري" في عام 1972. تم تبني وتقبل مبادئه على نطاق واسع ولكن بنجاح غير كلي. تم تعديل منهج "مساحة يمكن حمايتها" لاحقاً مع  منهج البيئة المبنية المدعوم من قبل CPTED. مثّل نيومان هذا المنهج على أنه منهج CPTED ونسب تأسيس هذا المصطلح إلى جيفري. تمتع منهج نيومان "مساحة يمكن حمايتها" المحسن من قبل CPTED بنجاح أكبر وأدى إلى إعادة فحص عمل جيفري. استمر جيفري في توسيع الجوانب المتعددة التخصصات لهذا المنهج، ونشر آخر مساهمة له بهذا المنهج في عام 1990. يعد نموذج جيفري CPTED أكثر شمولاً من نموذج نيومان  CPTED ، الذي يقتصر على البيئة المبنية. لاحقاً تم تطوير نماذج من CPTED استنادًا إلى نموذج نيومان، مع كون منهج عالم الجرائم تيم كرو هو الأكثر شعبية.
اعتبارًا من عام 2004، عُرِف منهج CPTED بشكل عام على أنه يشير بدقة إلى النماذج الخاصة بنيومان وكراو، ولكن عامل الناس نموذج جيفري كمنهج متعدد التخصص لمنع الجريمة الذي يتضمن علم الأحياء وعلم النفس، ولقد قبل جيفري هذا الأمر. (روبينسون 1996).  قد تم عمل مراجعة ل CPTED في عام 1997 وحدثوا المنهج وسميّ ب CPTED الجيل الثاني، وفي هذا التحديث يُطَبق فيه منهج CPTED على الجاني كفرد، ويشير أيضاً إلى أن عمل جيفري لا يعتبر بشكل عام جزءًا من CPTED. في عام 2012، أدخلت وودبريدج وطبقت CPTED في السجن وأظهرت كيف سمحت عيوب التصميم للمجرمين بمواصلة ارتكاب الجرائم والإسائات.

## الستينيات
في الستينيات، وضعت إليزابيث وود مبادئ توجيهية لمعالجة القضايا الأمنية أثناء العمل مع هيئة الإسكان في شيكاغو، وركزت هذه المبادئ على ميزات التصميم التي تدعم إمكانية المراقبة الطبيعية. لم يتم تنفيذ إرشاداتها مطلقًا ولكن إرشادات ومبادئ إليزابيث حفزت بعض التفكير الذي أدى إلى إنشاء CPTED.
كتاب جين جيكوبس، (موت وحياة المدن الأمريكية العظمى) الذي صدر عام 1961 ذكر بأن التنوع والحيوية الحضرية قد تم تدميرها من قبل المخططين الحضريين واستراتيجيات التجديد الحضري. كانت إليزابيث تتحدى المبادئ الأساسية للتخطيط الحضري في ذلك الوقت: " أن الأحياء يجب أن تكون معزولة عن بعضها البعض. أن الشارع الفارغ أكثر أمانًا من الشارع المزدحم؛ وأن السيارة تمثل تقدماً حضرياً على المارة.  لم تحصل محررة لمجلة المنتدى المعماري (1952-1964)  على تدريب رسمي في التخطيط الحضري، لكن عملها برز كمنهج تأسيسي لطريقة جديدة لرؤية وتخطيط المدن. ورأت أن الطريقة التي يتم بها تصميم وبناء المدن تعني أن عامة الناس لن يكونوا قادرين على تطوير الإطار الاجتماعي اللازم لضبط النفس بشكل فعال. وأشارت إلى أن الأشكال الجديدة للتصميم الحضري كسرت العديد من الضوابط التقليدية على السلوك الإجرامي، على سبيل المثال، قدرة السكان على مشاهدة الشارع ووجود الأشخاص الذين يستخدمون الشارع ليلًا ونهارًا. واقترحت أن عدم وجود "الوصاية الطبيعية" في البيئة يعزز الجريمة. طورت جاكوبس مفهوم أن الجريمة تزدهر عندما لا يتفاعل الناس بشكل مناسب وهادف مع جيرانهم. في كتاب "الموت والحياة"، أدرجت جاكوبس السمات الثلاث اللازمة لجعل شارع المدينة آمنًا: رسم حدود واضحة للمساحات الخاصة والعامة؛ تنوع الاستخدام؛ ومستوى عال من استخدام المشاة للأرصفة.
كان شولمو إنجيل من أوائل رواد CPTED  ودرس تحت إشراف المخطط كريستيفور أليكساندر. درست رسالة أنجل الدكتوراة “تثبيط الجريمة من خلال تخطيط المدينة " (1986) جرائم الشوارع في مدينة أوكلاند في ولاية كاليفورنيا. وذكر فيها أن "البيئة المادية يمكن أن تؤثر مباشرةً على احداثيات الجريمة من خلال تحديد المناطق، أو تقليل أو زيادة إمكانية الوصول إلى المناطق من خلال إنشاء أو إزالة الحدود ومحطات النقل العام، وتسهيل المراقبة من قبل المواطنين والشرطة".وأكد أن الجريمة لها علاقة عكسية بمستوى النشاط في الشارع، وأن بيئة القطاع التجاري كانت عرضة بشكل خاص للجريمة لأنها أضعفت النشاط السكاني بالمناطق التي تتواجد فيها، مما يسهل على الأفراد ارتكاب جرائم الشوارع. قام أنجيل بتطوير ونشر مفاهيم CPTED في عام 1970 بعمل مدعوم وموزع على نطاق واسع من قبل وزارة العدل الأمريكية (ليودتك، 1970).

## السبعينيات
تم استخدام عبارة منع الجريمة من خلال مراعاة التصميم البيئي (CPTED) لأول مرة من قبل سي. راي جيفري، عالم الجريمة من جامعة ولاية فلوريدا. بدأت العبارة تكتسب القبول بعد نشر كتابه بعام 1971 الذي يحمل نفس الاسم.
استند عمل جيفري إلى مبادئ علم النفس التجريبي المتمثلة في نظرية التعلم الحديثة. (جيفري وزهم، 1993: 329) نشأ مفهوم جيفري CPTED من تجاربه مع مشروع إعادة التأهيل في العاصمة واشنطن الذي حاول السيطرة على البيئة المدرسية الشبابية في المنطقة.متجذرًا بعمق في نظرية التعلم النفسي لـ ب. ف سكينير، أكد منهج جيفري CPTED على دور البيئة المادية في تطوير تجارب ممتعة ومؤلمة للجاني من شأنها أن تكون لها القدرة على تغيير النتائج السلوكية. كان نموذج CPTED الأصلي الخاص به عبارة عن نموذج المنبه والاستجابة (S-R) الذي ينص على أن الكائن الحي يفترض أن يتعلم من العقوبات والتعزيزات في البيئة. الفكرة الرئيسية في مقولة جيفري وزام 1993:330 «تعزيز المكافئات المادية واستخدام البيئة المادية للسيطرة على السلوك» هي أنه عند إزالة محفزات الجريمة فإنها بذلك لن تحدث. (روبينسون 1996).
حددت مساهمة جيفري التي تم تجاهلها غالبًا في كتابه لعام 1971 أربعة عوامل حاسمة في منع الجريمة التي تم إثباتها كل مرة عبر مرور الزمن. هذه العوامل هي: الدرجات التي يمكن للمرء أن يتلاعب بها للتحكم في فرصة وقوع الجريمة، والدافع لارتكاب الجريمة، والمخاطر على الجاني في حالة وقوع الجريمة، وتاريخ الجاني الذي قد يفكر في ارتكاب الجريمة. الثلاثة الأولى من هذه العوامل تقع تحت سيطرة الضحية المحتملة (الجاني) بينما لا تكون الأخيرة تحت سيطرته.
لأسباب لم تلق سوى القليل من الاهتمام تم تجاهل عمل جيفري طوال السبعينيات. تفسير جيفري نفسه هو أنه في الوقت حيث كان العالم يريد حلول تصميمية إلزامية، كان عمله يقدم نظرية شاملة واستخدامها كان لتحديد مجموعة واسعة من وظائف منع الجريمة التي من وظيفتها أن تقود معايير التصميم والإدارة.
بالتزامن مع عمل جيفري النظري أجرى أوسكار نيومان وجورج راند دراسة تجريبية للربط بين الجريمة والبيئة في أوائل السبعينيات كمهندسين معماريين، ركز نيومان على ميزات التصميم المحددة، وهو محور مفقود في عمل جيفري. يحوي كتاب نيومان («مساحة يمكن حمايتها»: - منع الجريمة من خلال التصميم الحضاري - 1972) على مناقشة متعمقة للجرائم المتأثرة بالشكل المادي للإسكان استندت على تحليل بيانات الجرائم من الإسكان العام في مدينة نيويورك. غيّر مفهوم «مساحة يمكن حمايتها» طبيعة مجال منع الجريمة والتصميم البيئي، وفي غضون عامين من نشره، تم توفير تمويل فيديرالي كبير لتوضيح ودراسة مفهوم «مساحة يمكن حمايتها».
كما حدد نيومان، يجب أن يحتوي مفهوم «مساحة يمكن حمايتها» عند تطبيقه على عنصريين، أولاً المساحة يجب أن تسمح للناس أن يروا وأن تتم رؤيتهم باستمرار. في نهاية المطاف، يقلل هذا من مخاوف السكان لأنهم يعرفون أنه يمكن بسهولة ملاحظة الجاني المحتمل والتعرف عليه، وبالتالي القبض عليه. ثانياً، يجب أن يكون الناس على استعداد للتدخل أو الإبلاغ عن الجريمة عند وقوعها. من خلال زيادة الشعور بالأمان في الأماكن التي يعيش ويعمل فيها الناس، فإنه يشجع الناس على السيطرة على المناطق وتولي دور الملكية. عندما يشعر الناس بالأمان في حيهم، فإنهم أكثر عرضة للتفاعل مع بعضهم البعض والتدخل عند حدوث الجريمة. ولا تزال هذه الأمور أساسية بالنسبة لمعظم تطبيقات CPTED اعتبارًا من عام 2004.
في عام 1977، وسّعت النسخة الثانية من جيفري لمنع الجريمة من خلال التصميم البيئي منهجه النظري لاحتضان نموذج أكثر تعقيدًا للسلوك الذي ينص على أن البيئات المادية المتغيرة، وسلوك الجاني كفرد وسلوك الأفراد من عامة الناس لها تأثيرات متبادلة على بعضها البعض. ووضعت الأساس لجيفري لتطوير نموذج سلوكي يهدف إلى التنبؤ بآثار تعديل كل من البيئة الخارجية والبيئة الداخلية على الفرد الجاني.

## الثمانينات
بحلول الثمانينيات، تم تحديد مبادئ مفهوم «مساحة يمكن حمايتها» التي ظهرت في السبعينيات بأن فعاليتها متفاوتة . لقد طُبِقت مبادئ هذا المفهوم بشكل أفضل في الأماكن السكنية، خاصة في الأماكن حيث كان السكان أحرارًا نسبيًا في الاستجابة للتوصيات بزيادة التفاعل الاجتماعي. لوحظ أن أدوات تصميم مفهوم «مساحة يمكن حمايتها»  فعالة بشكل قليل في المؤسسات والأماكن التجارية. نتيجة لذلك، تحرك نيومان وآخرون لتحسين مفهوم «مساحة يمكن حمايتها»، مضيفين ميزات تستند إلى CPTED. كما شددوا على الجوانب الأقل فعالية للمساحة الدفاعية.
اشتملت المساهمات في تقدم CPTED في الثمانينيات على:
- نظرية «النافذة المكسورة» والتي التي طرحها جيمس كيو ويلسون وجورج ل.كيلينج في عام 1982, وضحت استكشفت نظرية «النوافذ المكسورة»، التي طرحها جيمس كيو ويلسون وجورج ل.كيلينج في عام 1982، الأثر الذي يتركه التدهور والإهمال الواضحان في الأحياء على سلوك الأفراد. تمت إضافة صيانة الممتلكات كاستراتيجية CPTED بالإضافة إلى المراقبة ومراقبة سبل الوصول وسيطرة الأراضي. قد يتماشى تطبيق  نظرية النوافذ المكسورة مع CPTED. منهج CPTED يضيف شعور بملكية الشخص للمكان في المجتمع. مع عدم وجود «نوافذ مكسورة» في بعض الأحياء، ستستمر الجريمة في الانخفاض وستختفي تمامًا في النهاية.
- نشر الأكاديميان الكنديان باتريشيا وبول برانتنغهام علم الجريمة البيئي في عام 1981. وفقاً للمؤلفين، فإن الجريمة تحدث عندما تكون جميع عناصر الجريمة الأساسية موجودة. تتكون هذه العناصر من: قانون، مجرم، هدف ومكان. يصفون هذه بأنها «الأبعاد الأربعة للجريمة»، حيث يدرس علم الإجرام البيئي البعد الرابع الأخير (المكان).
- طور عالما الجريمة البريطانيان رونالد ف. كلارك وباتريشيا مايهو نهج «منع الجريمة الظرفي» الخاص بهما: تقليل فرصة ارتكاب الجريمة من خلال تحسين تصميم وإدارة البيئة.
- طور عالم الجريمة تيموثي كرو برامج تدريب CPTED.

## التسعينيات
علم الجريمة: نهج متعدد التخصصات (1990)، كانت مساهمة جيفري الأخيرة لمنهج CPTED. تطور نموذج جيفري CPTED إلى نموذج يعتقد بأنه:
لا تؤثر البيئة أبدًا على السلوك مباشرةً، ولكن تأثيرها المباشر يكون فقط على الدماغ. يجب أن يشمل أي نموذج لمنع الجريمة على: الدماغ والبيئة المادية. ... نظرًا لأن النهج المتضمن في نموذج CPTED الخاص بجيفري يعتمد اليوم على العديد من المجالات، بما في ذلك المعرفة العلمية بعلوم الدماغ الحديثة، فإن التركيز على منع الجرائم من خلال تصميم البيئية الخارجية فقط غير كافٍ لأنه يتجاهل بُعدًا آخر كاملًا لـ CPTED - وهو البيئة الداخلية . (روبنسون، 1996)
قدّم «منع الجريمة من خلال التصميم البيئي (1991)» الذي ألفه عالم الجريمة تيم كرو قاعدة ومرجع صلب للمضي قدما في تطوير منهج CPTED في نهايات التسعينات.
من عام 1994 حتى عام 2002، أدارت شركة سبارتا للاستشارات بقيادة سيفيرين سورنسن، أكبر برنامج للمساعدة التقنية والتدريب الفني لحكومة الولايات المتحدة بعنوان منع الجريمة من خلال التصميم البيئي (CPTED) في برنامج المساعدة الفنية والإسكان العام للإسكان، بتمويل من وزارة الإسكان الأمريكية والتنمية الحضرية. خلال هذه الفترة، عملت سورنسن مع رونالد ف. كلارك وفريق سبارتا لتطوير منهج جديد لـ CPTED استخدم منع الجرائم الظرفية كأساس نظري لتدابير ومعايير منهج CPTED. تم تطوير منهج دراسي وتدريبه للمعنيين في الإسكان العام والمدعوم، وتم إجراء تقييمات استناداً على منهج CPTED في مواقع مختلفة. أظهرت مشاريع CPTED بقيادة سبارتا انخفاضًا إحصائيًا بين 17 ٪ إلى 76 ٪ في جرائم الدرجة الأولى من مكتب التحقيقات الفدرالي UCR التي تم الإبلاغ عنها ذاتيًا في المناطق ذات معدل الجريمة العالي والدخل المنخفض التي طُبِقت فيها مبادئ منهج CPTED. في عام 1996، نشر أوسكار نيومان تحديثًا لأعماله السابقة في منهج CPTED ، بعنوان، إنشاء مساحة يمكن الدفاع عنها، معهد تحليل تصميم المجتمع، مكتب التخطيط وبحوث التنمية (PDR)، ووزارة الإسكان والتنمية الحضرية الأمريكية (HUD).
في عام 1997، وصّى مقال بقلم جريج سافيل وجيري كليفلاند، «الجيل الثاني من»CPTED ، ممارسي منهج CPTED على أخذ أصول البيئة الاجتماعية الأصلية لـ منهج  CPTED بعين الاعتبار، بما في ذلك القضايا الاجتماعية والنفسية خارج البيئة المبنية.

## خلال الألفينات
بحلول عام 2004، اكتسبت عناصر منهج CPTED قبولًا دوليًا واسعًا بسبب جهود إنفاذ القانون لتقبله والعمل به. يستخدم منهج  CPTED مصطلح «البيئة» بشكل شائع للإشارة إلى البيئة الخارجية للمكان. يبدو أن نية جيفري بأن يتبنى منهج CPTED أيضًا البيئة الداخلية للجاني قد فُقدت، وقد فُقد حتى عند أولئك الذين يروِّجون لتوسيع CPTED ليشمل علم البيئة  الاجتماعي وعلم النفس تحت راية الجيل الثاني من CPTED. في عام 2012، قام وودبريدج بتقديم وتطوير مفهوم منهج CPTED داخل بيئة السجن، وهو المكان الذي لا تزال الجريمة مستمرة فيه  حتى بعد إدانة المجرم. يتم الآن استخدام فهم جيفري لكيفية تفكير عقل المجرم من دراسته في مرافق إعادة التأهيل منذ أكثر من أربعين عامًا  للحد من وقوع الجريمة في مرافق إعادة التأهيل الأخرى . أظهر وودبريدج كيف سمح تصميم السجن بمواصلة ارتكاب الجنايات ولقد أدخل تغييرات التي تساعد على الحد من ارتكاب الجريمة.
تتحسن تقنيات منهج CPTED بشكل متزايد عند دمجها مع تقنيات التصميم. على سبيل المثال، يمكن وضع نماذج المباني المقترحة التي تم تطويرها في نمذجة معلومات البناء في محركات ألعاب الفيديو لتقييم أدائها مع الأشكال المختلفة للجرائم.(عن طريق المحاكاة الإلكترونية).

## استراتيجيات للبيئة المبنية
تعتمد استراتيجيات CPTED على القدرة على التأثير في قرارات الجاني قبل أن ينفذ عمله الإجرامي. يظهر البحث في السلوك الإجرامي أن قرار ارتكاب الجرم أو عدم ارتكابه يتأثر بالإشارات التي تدل على خطر التعرض للقبض أكثر من الإشارات التي تدل على أن المكان يسهل اقتحامه .إن الرادع الرئيسي الذي يمنع المجرمين من ارتكاب الجريمة هو حتمية القبض عليهم وليس شدة العقوبة، فبالتأكيد على حتمية القبض عليهم، سينخفض معدل ارتكاب الجريمة. تماشيا مع هذا البحث، تؤكد الاستراتيجيات القائمة على منهج CPTED على أهمية نشر الإحساس بالخوف من ارتكاب الجريمة وبأن أي عمل قد يقوم به الشخص سيكون مكشوفاً ومعلوماً.
تماشياً مع التنفيذ الواسع النطاق للمبادئ التوجيهية لمفهوم  «مساحة يمكن حمايتها» في السبعينيات، كانت معظم تطبيقات منهج CPTED بحلول عام 2004 تستند فقط إلى النظرية القائلة بأن التصميم المناسب والاستخدام الفعال للبيئة المبنية يمكن أن يقلل من ارتكاب الجريمة، ويقلل من الخوف من الجريمة، ويحسن جودة الحياة. . تسعى تطبيقات البيئة المبنية لـمنهج CPTED إلى ردع  ارتكاب الجرائم من خلال التلاعب في البيئة المبنية التي تنشأ منها تلك الجرائم أو تحدث بسببها. المفاهيم الستة الرئيسية حسب موفات هي:  السيطرة الإقليمية، المراقبة، مراقبة سبل الوصول، الصيانة الدورية، المحافظة على هيئة المكان، دعم الأنشطة  فيه وحماية المنشئات. يعد تطبيق كل هذه الاستراتيجيات أمرًا رئيسيًا عند محاولة منع الجريمة في أي حي سكني، كان ذا نشاط إجرامي عالي أو لم يكن.
استراتيجيات المراقبة الطبيعية ومراقبة سبل الوصول تحد من فرصة الجريمة. ينمي التعزيز الإقليمي السيطرة الاجتماعية من خلال مجموعة متنوعة من التدابير. تزود المحافظة على هيئة المكان ودعم الأنشطة  فيه المجتمع بالاطمئنان والقدرة على منع الجريمة من خلال ممارسة المواطنين أنشطتهم فيه. تقوم استراتيجيات حماية المنشئات بتجميع كل هذه التقنيات للحد من الجريمة في خطوة أخيرة.

## المراقبة الطبيعية

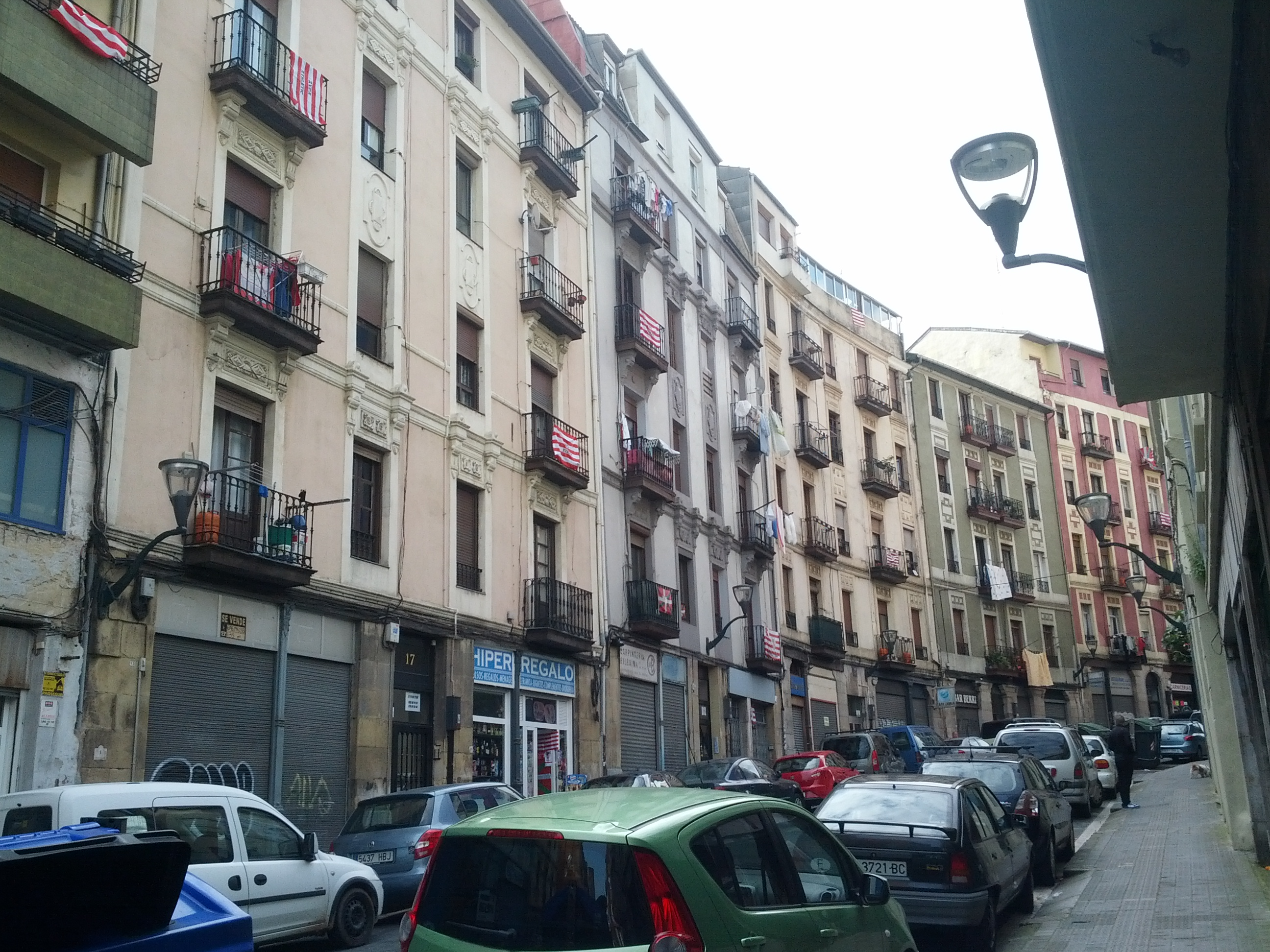
يتيح هذا الشارع المنحني الذي يحتوي على شرفات فرصًا إضافية للمقيمين للكشف عن الأنشطة المشبوهة ، بينما يصعب أيضًا على المجرمين تخطيط طرق الهروب.

تزيد المراقبة الطبيعية من الإحساس بالخوف من ارتكاب أي فعل خاطئ عن طريق تحسين رؤية المجرمين المحتملين من قبل عامة الناس. تكون المراقبة الطبيعية عن طريق تصميم مواضع المعالم المادية والأنشطة والأشخاص بطريقة تزيد من رؤية المساحة ومستخدميها إلى أقصى حد، مما يعزز التفاعل الاجتماعي الإيجابي بين المستخدمين السلميين للمساحات الخاصة والعامة. يشعر الجناة المحتملون بمراقبة مستمرة ومتزايدة، وبالتالي يتصورون زيادة في المخاطر التي قد تنتج ان ارتكبوا الجناية. وتمتد هذه الزيادة الملحوظة في المخاطر إلى النقص الملحوظ في طرق الهروب والمسارات التي قد يستخدمها الجاني للهرب سراًّ .
- تصميم الشوارع لزيادة حركة المشاة واستخدام الدراجات.
- وضع النوافذ المطلة على الأرصفة ومواقف السيارات.
- اترك ستائر النافذة مفتوحة.
- استخدام حركة مرور المركبات كوسيلة أساسية للمراقبة.
- إنشاء مساحات توفر المراقبة، خاصة بالقرب من نقاط الدخول المحددة ونقاط الدخول الانتهازية.
- استخدام السياج القصير والذي لا يحجب الرؤية.
- استخدام دهاليز الطقس الشفافة (التي تستخدم عادة في الشتاء) في مداخل المباني.
- عند إنشاء تصميم الإضاءة، تجنب الأضواء الموضوعة بشكل سيئ والتي تخلق نقاط عمياء للمراقبين وتمنعهم من الرؤية وتحجب المناطق الحرجة. تأكد من أن مناطق المشاكل المحتملة مضاءة جيدًا: المسارات، السلالم، المداخل / المخارج، مواقف السيارات، أجهزة الصراف الآلي، أكشاك الهاتف، صناديق البريد، محطات الحافلات، مناطق لعب الأطفال، مناطق الترفيه، حمامات السباحة، غرف الغسيل، مناطق التخزين، مكبات النفايات وإعادة التدوير، إلخ. .
- تجنب الإضاءة الأمنية شديدة السطوع التي تخلق وهجًا / أو ظلال عميقة، مما يعوق الرؤية للمراقبين المحتملين. تتكيف العيون مع الإضاءة الليلية وتواجه صعوبة في التكيف مع تفاوتات الإضاءة الشديدة. غالبًا ما يتطلب استخدام مصابيح منخفضة الشدة مزيدًا من التجهيزات.
- استخدام وحدات الإنارة المغطاة من الأعلى للتحكم والتقليل من الوهج.
- وضع الإضاءة على طول الممرات وأماكن استخدام المشاة الأخرى على ارتفاع مناسب لإضاءة وجوه الأشخاص في الطريق (ولتحديد وجوه المهاجمين المحتملين).
- استغلال الشوارع المنحنية التي تحتوي على نقاط رؤية متعددة لمداخل المنازل، بالإضافة إلى جعل مسار الهروب صعبًا.

يمكن استكمال تدابير المراقبة الطبيعية بتدابير ميكانيكية وتنظيمية. على سبيل المثال، يمكن إضافة كاميرات مراقبة في المناطق التي لا تتوفر فيها نوافذ للمراقبة.

## مراقبة سبل الوصول

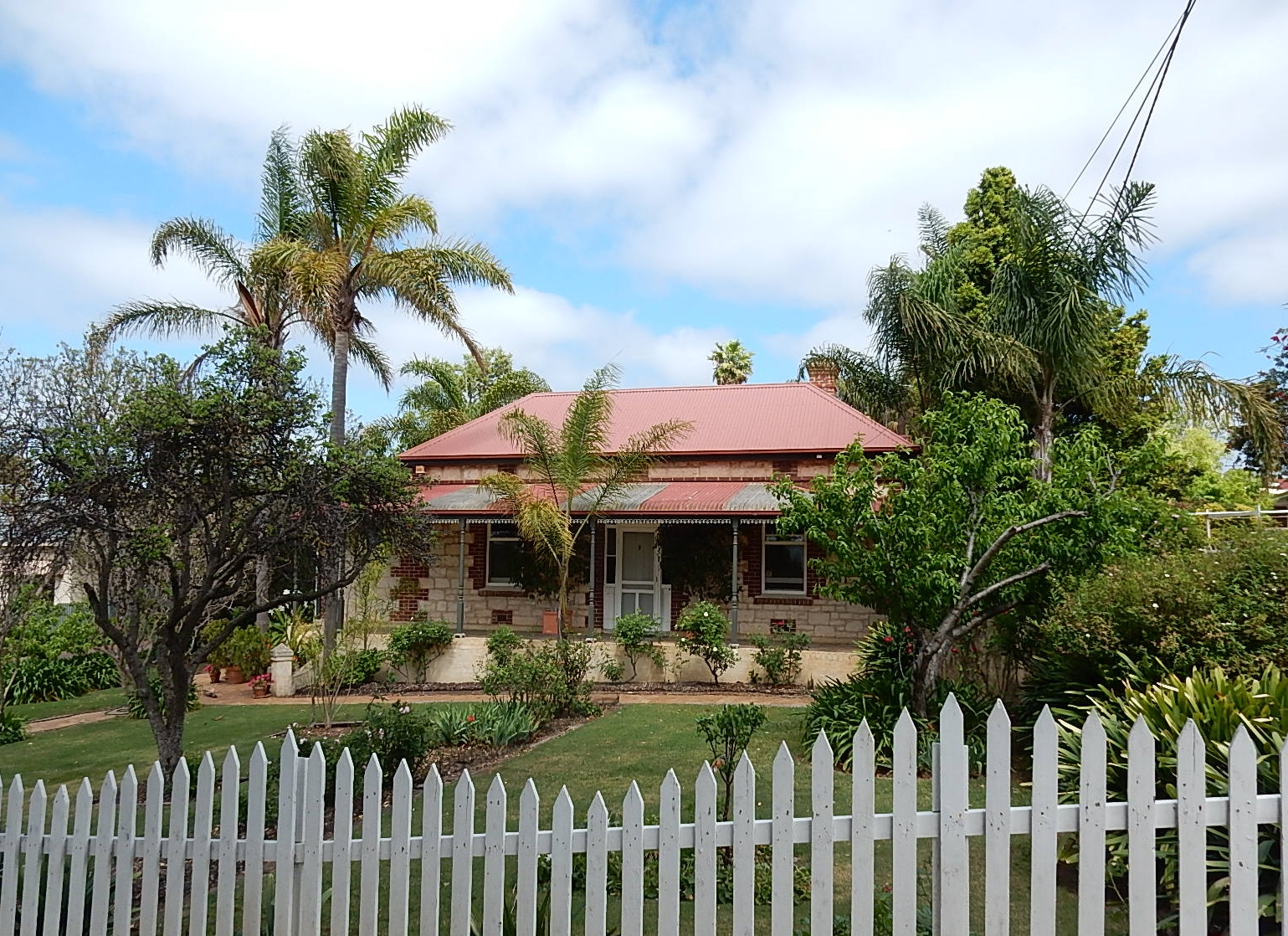
منزل قديم ذو فناء واسع محاط بسياج خشبي قصير

تحد مراقبة سبل الوصول من فرصة الجريمة من خلال اتخاذ خطوات للتمييز بوضوح بين الأماكن العامة والخاصة. من خلال وضع المداخل والمخارج بشكل مخصص، والأسيجة، والإضاءة والأشجار والشجيرات للحد من الوصول الأشخاص أو التحكم في تدفق عددهم، وبهذه الأمور تتم مراقبة سبل الوصول.
- استخدام نقطة دخول واحدة يمكن تحديدها بوضوح.
- استخدام اللافتات لتوجيه الأشخاص إلى مناطق استقبال.
- إنشاء مداخل متاهية في الحمامات العامة. وهذا من شأنه أن يجنبنا العزلة التي قد تنتج عن استخدام الرده الفارغة والمخفية عن الأنظار.
- استخدام شجيرات منخفضة شائكة تحت النوافذ الأرضية. استخدام النباتات المتعرجة أو المتسلقة بجوار الأسوار لمنع التسلق.
- التخلص من المعالم التي تسمح بالوصول إلى الأسطح أو المستويات العليا.
- في الفناء الأمامي، استخدم سياجًا على مستوى الخصر على طول حدود المنزل للتحكم في دخول الأشخاص ومما يتيح أيضاً إمكانية المراقبة.